# Fernanda Viégas
Pour les articles homonymes, voir Viegas.
Fernanda Bertini Viégas (née en 1971) est une scientifique dans le domaine du "design" de nationalité brésilienne. Son travail concerne surtout les aspects sociaux, collaboratifs et artistiques de la visualisation de l'information.

## Biographie
Fernanda Viégas est titulaire d'un Ph.D. en Media Arts and Sciences obtenu au MIT Media Lab en 2005. La même année, elle travaille pour IBM au Thomas J. Watson Research Center à Cambridge, Massachusetts en tant que membre du laboratoire de communication visuelle. 
En avril 2010, elle lance l'entreprise Flowing Media, inc. avec Martin M. Wattenberg, qui se concentre sur la visualisation à destination des clients finaux et des grands groupes. Quatre mois plus tard, ils intéègrent tous les deux Google comme co-directeurs du groupe "Big Picture" data visualization, à Cambridge, MA,.

## Travail

### Visualisation sociale
Viégas a commencé ses recherches alors qu'elle travaillait au MIT Media Lab, en travaillant sur les interfaces pour la communication en ligne. Son système de "Chat Circles" introduisait des idées telles que le filtrage sur base de la proximité pour les conversations et les archives visuelles pour l'historique des conversations, qui donnent une visualisation graphique de leur rythme et de leur forme. Ses designes pour la visualisation de l'email (comme PostHistory et Themail) servent de base à beaucoup d'autres systèmes ; ses découvertes sur les relations entre visualisation et storytelling ont influencé de nombreux travaux ultérieurs sur les aspects collaboratifs de la visualisation. Alors qu'elle était au MIT, elle a également étudié l'usage de Usenet et des blogs.

### Intelligence collective et visualisation publique

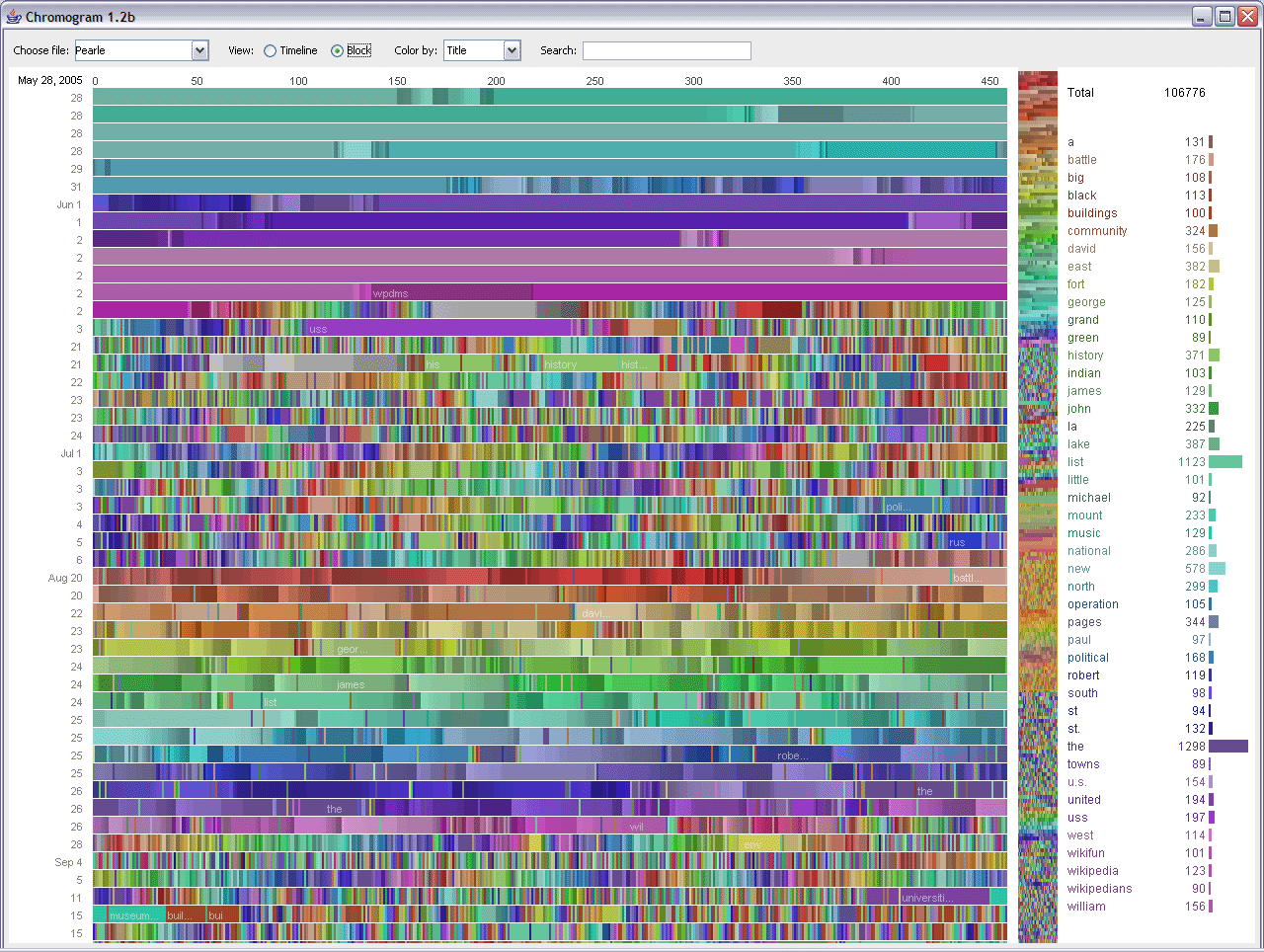
Fernanda Viégas, "Chromogram", 2006

Une deuxième tendance de son travail, en partenariat avec Martin Wattenberg, se focalise sur l'intelligence collective et les usages publics de la visualisation de données. 
Dans ses travaux comme History Flow et Chromogram elle initie les premiers travaux sur la dynamique de l'information dans Wikipedia, y compris la première véritable étude scientifique sur les réparations des dégâts dus au vandalisme.
Viégas est une fondatrice de Many Eyes site web expérimental créé par IBM en 2007,, que cherche à rendre accessibles au public les technologies de la visualisation de données. En plus d'une large adoption par les particuliers, les technologies de Many Eyes ont été utilisées par des organisations non-gouvernementales et des agences d'informations comme le New York Times Visualization Lab.

### Art
Viégas est également connue pour son travail artistique qui explore les médiums de visualisation en y intégrant des données numériques émotionnellement chargées. Un exemple précoce est l'œuvre Artifacts of the Presence Era, une installation interactive au Boston Center for the Arts (2003). Dans cette installation, on trouve une ligne du temps sous forme de vidéo des interactions des visiteurs avec le musée. Elle travaille souvent avec Martin Wattenburg sur la visualisation d'information émotionnellement chargée. Un bon exemple est l'œuvre "web seer" ("le prophète du web") quipropose une visualisation des suggestions du moteur de recherche Google. La série "Fleshmap" (commencée en 2008) utilise la visualisation pour dépeindre des aspects de la sensualité. Elle inclut des travaux sur le web, de la vidéo et des installations. En 2012, elle a initié le Wind Map project, qui affiche en continu les prévisions concernant les directions du vent sur les États-Unis.

## Publications
- Chat Circles. Fernanda B. Viégas and Judith Donath. ACM Conference on Computer-Human Interaction (CHI), 1999 [14]
- Visualizing Conversations, Judith Donath, Karrie Karahalios and Fernanda B. Viégas . Journal of Computer-Mediated Communication, Vol. 4, Number 4, June 1999 [15]
- Studying Cooperation and Conflict between Authors with history flow Visualizations. Fernanda B. Viégas, Martin Wattenberg, and Kushal Dave. ACM Conference on Computer-Human Interaction (CHI), 2004 [16]
- Many Eyes: A Site for Visualization at Internet Scale. Fernanda B. Viégas, Martin Wattenberg, Frank van Ham, Jesse Kriss, Matt McKeon. IEEE Symposium on Information Visualization, 2007 [17]
- "Luscious". Fernanda Viégas & Martin Wattenberg. Book chapter in Net Works: Case Studies in Web Art and Design. Ed. xtine burrough, Routledge 2011[18]
- "Beautiful History". Fernanda Viégas & Martin Wattenberg. Book chapter in Beautiful Visualization: Looking at Data Through the Eyes of Experts. Ed. Julie Steele, Noah Iliinsky. O'Reilly Media, 2010[19].